# 角田裕育
角田 裕育（すみだ ひろゆき、1978年 - ）は日本のフリージャーナリスト。
兵庫県神戸市出身。兵庫県立東神戸高等学校定時制中退。定時制高校２年在学時に兵庫県庁に入庁し、高校中退後は新聞配達員、駸々堂店員、労働組合青年部長、人民新聞記者などに従事、2001年に上京しフリーのジャーナリストとなった。2006年以来、様々な媒体でコンビニ・フランチャイズ問題を主に扱っている 。

## 著書
- 「セブン-イレブンの真実 〜鈴木敏文帝国の闇〜」（日新報道）ISBN 9784817406743
- 「セブン-イレブンの真実 〜鈴木敏文の蹉跌〜」（アドレナライズ）
- 「教育委員会の真実」（宝島社）ISBN 9784800210241
- 津村洋・米沢泉美・富永さとる（共著）「キツネ目のスパイ宮崎学 - NGO・NPOまでも狙う公安調査庁」（社会批評社）ISBN 9784916117519